# 纳茂
纳茂 是缅甸马圭省的东部，马圭县的一个镇。它是纳茂镇的治所。纳茂作为缅甸独立英雄 昂山的出生地与家乡而闻名。当地时间2015年2月13日，缅甸反对党领袖昂山素季，在纳茂出席了纪念其父昂山将军诞辰100周年的活动。

## 交通
纳茂是卑谬到良乌铁路重要的一个站点。